# 蛟龙镇
蛟龙镇，是中华人民共和国山東省临沂市临沭县下辖的一个乡镇级行政单位。

## 行政区划
蛟龙镇下辖以下地区：
后蛟龙社区、前蛟龙社区、中蛟龙社区、富康农村社区、沙岭村、红土村、北窝子沟村、王山子村、坡石桥村、张疃村、后石门头村、后利城村、吴家后村、杨家庄村、小湾村、前塘村、康平村、烈疃新村、黄金沟村、万松山村和山子村。